# Ahiwara
Ahiwara è una suddivisione dell'India, classificata come nagar panchayat, di 18.744 abitanti, situata nel distretto di Durg, nello stato federato del Chhattisgarh. In base al numero di abitanti la città rientra nella classe IV (da 10.000 a 19.999 persone).

## Geografia fisica
La città è situata a 21° 20' 51 N e 81° 25' 18 E.

## Società

### Evoluzione demografica
Al censimento del 2001 la popolazione di Ahiwara assommava a 18.744 persone, delle quali 9.547 maschi e 9.197 femmine. I bambini di età inferiore o uguale ai sei anni assommavano a 2.738, dei quali 1.354 maschi e 1.384 femmine. Infine, coloro che erano in grado di saper almeno leggere e scrivere erano 12.412, dei quali 7.282 maschi e 5.130 femmine.